# Piranski klif
Das Fauna-Flora-Habitat-Gebiet Piranski klif liegt auf dem Gebiet der Gemeinde Piran im Südwesten Sloweniens unmittelbar an der Adriaküste. Es umfasst die aus Flysch aufgebauten Kliffs an der Küste des Golfs von Triest östlich der Altstadt und ist Teil des europäischen Schutzgebietsnetzes Natura 2000.

## Schutzzweck

### Lebensraumtypen
Folgende Lebensraumtypen nach Anhang I der FFH-Richtlinie kommen im Gebiet vor:
| EU Code | * | Lebensraumtyp (offizielle Bezeichnung)                              | Fläche [ha] |
| ------- | - | ------------------------------------------------------------------- | ----------- |
| 1210    |   | Einjährige Spülsäume                                                | 1,1         |
| 1240    |   | Mittelmeer-Felsküsten mit Vegetation mit endemischen Limonium-Arten | 2,4         |